# バルーンファイトGB
『バルーンファイトGB』（バルーンファイト ジービー）は、2000年7月31日に日本の任天堂から発売されたゲームボーイ（カラー対応）用横スクロールアクションゲーム。

## 概要
1990年に北米（翌1991年に欧州）で『Balloon Kid』として発売され、当初は日本でも『バルーンキッズ』（後に『フワフワランド』に変更）のタイトルで発売予定だったが、諸事情により発売は見送られた。その後、2000年に『Balloon Kid』をベースにゲームボーイカラー対応、セーブ機能・マップ画面等を追加して日本国内で発売されたものが本作である。ゲーム内容は同社のファミリーコンピュータ用ソフト『バルーンファイト』（1984年）のアレンジ移植版であり、横スクロールのジャンプアクションとなっている。
1992年にキャラクターをハローキティに差し替えたファミリーコンピュータ用ソフト『ハローキティワールド』がキャラクターソフトより発売された。また、ゲームボーイカラー版はニンテンドウパワーのプリライトソフトとして発売され、翌日より書き換えが開始されたほか、2011年にニンテンドー3DSのバーチャルコンソールで配信された。

## ゲーム内容
『バルーンファイト』（1984年）の派生作品で、2つの風船の浮力で飛行するというオリジナルの要素とFC版の強制横スクロールモード「バルーントリップモード」をベースに、横スクロールジャンプアクション（右から左）の要素を追加した内容になっている。主人公の女の子アリスが、大量の風船を持ったまま風に飛ばされた弟のジムを助けるため、ジムが目印がわりに放った風船をたよりに冒険をするというストーリーで進行する。

### システム
ボタンによって上昇（地上ではジャンプ）および風船を手放すというアクションを行う。
初めは風船を2個付けており、敵や障害物に触れると風船が1個割れ上昇力が落ちる。風船を2個とも割られたり手放しても、地上で十字キーの下を連打することで風船を膨らませることができる。
ステージ上に点在する風船を20個連続で取ると、次に取り逃がすまで風船が2個ずつになる。100個取るごとに1UP。
設置されたドアから入れるボーナスステージでは、土管から出てくる風船を全部取ると1UPアイテムのハートが現れる。

### モード
1P
ステージクリア式で全8ステージ。偶数ステージはボス戦あり。
2P
対戦専用のステージで、先にゴールにたどり着くか相手をゲームオーバーにさせると勝利。2Pキャラはアリスの友達サム。ニンテンドー3DSのバーチャルコンソールではプレイできない。
バルーントリップ
基本ルールはFC版と同じだが、Bボタンで風船を手放す仕様がそのままであるため、Aボタンのみで浮遊の強弱をつけなくてはならないので難易度は高い。

## 他機種版
| No. | タイトル             | 発売日         | 対応機種               | 開発元             | 発売元             | メディア                                      | 型式   | 備考 | 出典        |
| --- | -------------------- | -------------- | ---------------------- | ------------------ | ------------------ | --------------------------------------------- | ------ | ---- | ----------- |
| 1   | ハローキティワールド | 1992年3月27日  | ファミリーコンピュータ | パックスソフトニカ | キャラクターソフト | ロムカセット                                  | CTS-HW |      |             |
| 2   | バルーンファイトGB   | 2000年8月1日   | ゲームボーイカラー     | パックスソフトニカ | 任天堂             | フラッシュロムカセット （ニンテンドウパワー） | -      |      |             |
| 3   | バルーンファイトGB   | 2011年10月19日 | ニンテンドー3DS        | パックスソフトニカ | 任天堂             | ダウンロード （バーチャルコンソール）         | -      |      | [ 3 ] [ 4 ] |

ファミリーコンピュータ版
上述の通り、ハローキティーのキャラクターを起用したキャラ差し替え版として販売された。GB版から以下の変更点が加えられた。
- GB版の「バルーントリップ」「バトルモード」が削除され、新たに2人交互プレイが導入された。本作での同時プレイは1P・2Pでそれぞれプレイが独立しておらず、ミスした場合はミスした地点からプレイヤーが交代し、ステージクリアした場合は次のステージから交代という形になる。
- コンティニュー増加階数条件のスコア規定値が10万点から5万点に緩和された
- ステージクリア時に新規演出が加えられた。
- エンディング前に会話シーンが追加された。
- 敵キャラのドット絵や背景の一部修正。
- BGMは原作の音源をファミコン音源でアレンジしたものになっているが、一部、未使用となったものや、使用ステージが差し替えられた曲がある他、新規BGMも追加された。
  - 原作から削除された「バルーントリップ」モードの曲を除き、オリジナル版で使用されていたBGMと効果音が全てアレンジの上でROMに収録されており、裏技のサウンドテストで視聴可能。差し替えられて未使用となった曲も聞くことができる。(オリジナル版の8面の曲は原曲に微妙なアレンジが加えられている) 。
- 独自のステージ名が付加された(ゲーム中では表示はされない)。

## スタッフ
ゲームボーイ版
- プロデューサー：横井軍平
- ディレクター：坂本賀勇
- デザイナー：杉野憲一
- プログラマー：小野寺正、鈴木英夫、安間基夫
- コーディネーター：大澤徹、桜井邦子
- 音楽：田中宏和
- スペシャル・サンクス：いのけさちえ、出石武宏、加納誠、野村扶二子、岡田智、坂下雅史、瀧良博、たてもとまさひろ、寺崎啓祐、山本雅央

ファミリーコンピュータ版
- プロデューサー：たかみひろお
- プログラマー：小野寺正、鈴木彦孝、安間基夫
- サウンド・プログラマー：田中宏和
- ディレクター：林誠司、さとうひろあき、くらたにちすみ、桜井邦子
- スペシャル・サンクス：坂本賀勇、杉野憲一、いそべしんいち、すみともゆき、いまいずみよういち、前岩克知

## 評価
ファミリーコンピュータ版
- ゲーム誌『ファミコン通信』の「クロスレビュー」における評価は、6・7・5・4の合計22点（満40点）[9][6]。レビュアーの意見としては、「子供向けってことで、キティちゃんを使って簡単でおもしろいゲームを作ったらこうなりましたってトコロなんでしょうか。（中略）キティのポーズが、いちいちかわいくてよい」などと評されている[9]。

- ゲーム誌『ファミリーコンピュータMagazine』の読者投票による「ゲーム通信簿」での評価は以下の通り17.8点（満30点）となっている[8]。

| 項目 | キャラクタ | 音楽 | お買得度 | 操作性 | 熱中度 | オリジナリティ | 総合 |
| 得点 | 3.0        | 2.8  | 2.5      | 3.3    | 2.8    | 3.4            | 17.8 |

ゲームボーイ版
ゲーム誌『ファミ通』の「クロスレビュー」における評価は、5・5・5・6の合計21点（満40点）。レビュアーからはゲームシステムに関して否定的な意見が多く出され、浜村通信は懐かしさを覚えると述べながらも「もうひとひねりあっても」と苦言を呈し、カミカゼ長田は慣性の法則を再現した操作感や横スクロールに変更となったことは評価したものの「ステージによって敵の数や地形が変わってるだけでやってることは同じ」と指摘し「飽きも早い」と否定的に評価、モンブラン斉藤は中盤ステージと比較して終盤ステージの難易度が高すぎると指摘、池袋ラクセルは「ファミコン版のメインモードがないのは残念」とそれぞれ否定的に評価した。一方で操作感覚に関しては賛否両論となり、池袋はオリジナル版と比較した上で「風船の脱着など、ゲームそのものは別モノだが、これもまた新鮮」と肯定的に評価したが、浜村は慣性で微妙に動きがずれると主張し「タイミングを合わせるのが、かなり難しかったり。当たり判定もけっこうシビア」と指摘、斉藤は「この浮遊感が曲者で、超微妙な操作が必要とされるうえ中毒性も薄い」と述べそれぞれ否定的に評価した。